# Brösarp
Brösarp ist ein Ort (tätort) in der schwedischen Provinz Skåne län und der historischen Provinz Schonen. Er gehört zur Gemeinde Tomelilla.

## Lage
Der Ort zählt 719 Einwohner (Stand 2015) und befindet sich im östlichen Teil Schonens, dem Österlen, unweit der östlich des Orts gelegenen Ostseeküste. Westlich des Orts verläuft der Riksväg 19, vom südlich gelegenen Ystad zum nördlich befindlichen Kristianstad. Durch die Ortslage Brösarps führt der Riksväg 9, der von hier ab nach Süden der Ostseeküste folgt. Tomelilla, der Hauptort der Gemeinde, liegt südwestlich Brösarps. In der Umgebung des Orts liegt die Hügellandschaft Brösarps backar.
Nördlich des Orts liegt der Bahnhof Brösarp, der nach der Stilllegung der Bahnlinie im Jahr 1971 als Betriebsbahnhof der normalspurigen Museumseisenbahn Skånska Järnvägar dient. Im Ort befindet sich die Kirche von Brösarp. Etwa 6 Kilometer westsüdwestlich von Brösarp liegt der Wasserfall Hallamölla. 7 Kilometer südwestlich von Brösarp liegt das Kloster Mariavall der Benediktinerinnen.

## Persönlichkeiten
In Brösarp starb der schwedische Ingenieur und Regierungsbeamte Olof Hörmander (1923–2010).
Der schwedische Pädagoge und in der Erweckungsbewegung aktive Jons Kullman Nilsson (1815–1895) war ab 1845 in Brösarp als Lehrer tätig. Der Fußballspieler Johannes Hopf (* 1987) begann seine Karriere in Brösarp. Die Glaskünstlerin Elna Melusine Jolom (* 1980) betreibt seit 2010 im Ort ein Studio. Als weiterer in Brösarp ansässiger Künstler ist der niederländische Bildhauer und Zeichner Gert Germeraad (* 1959) zu nennen.

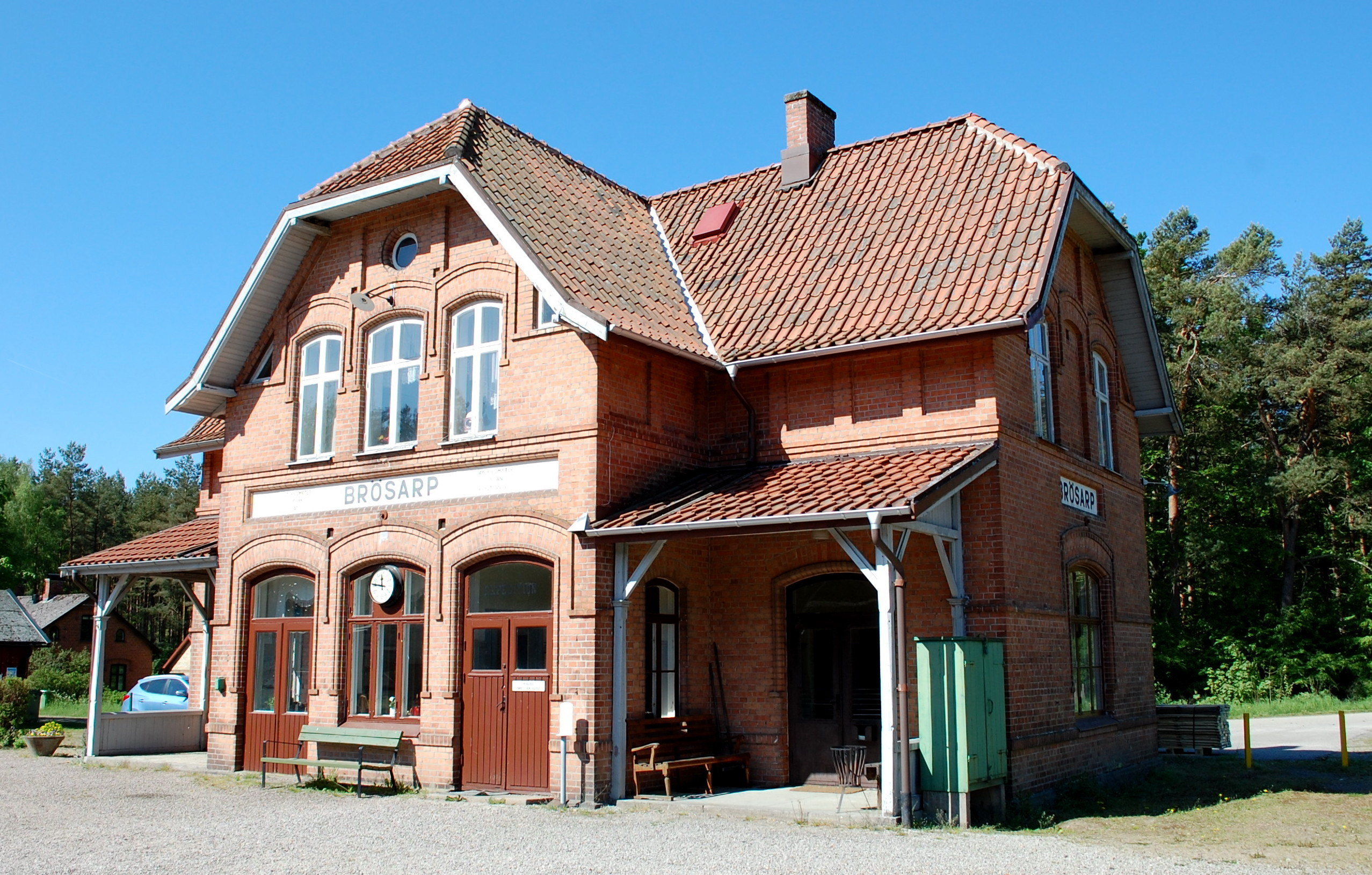
Bahnhof Brösarp
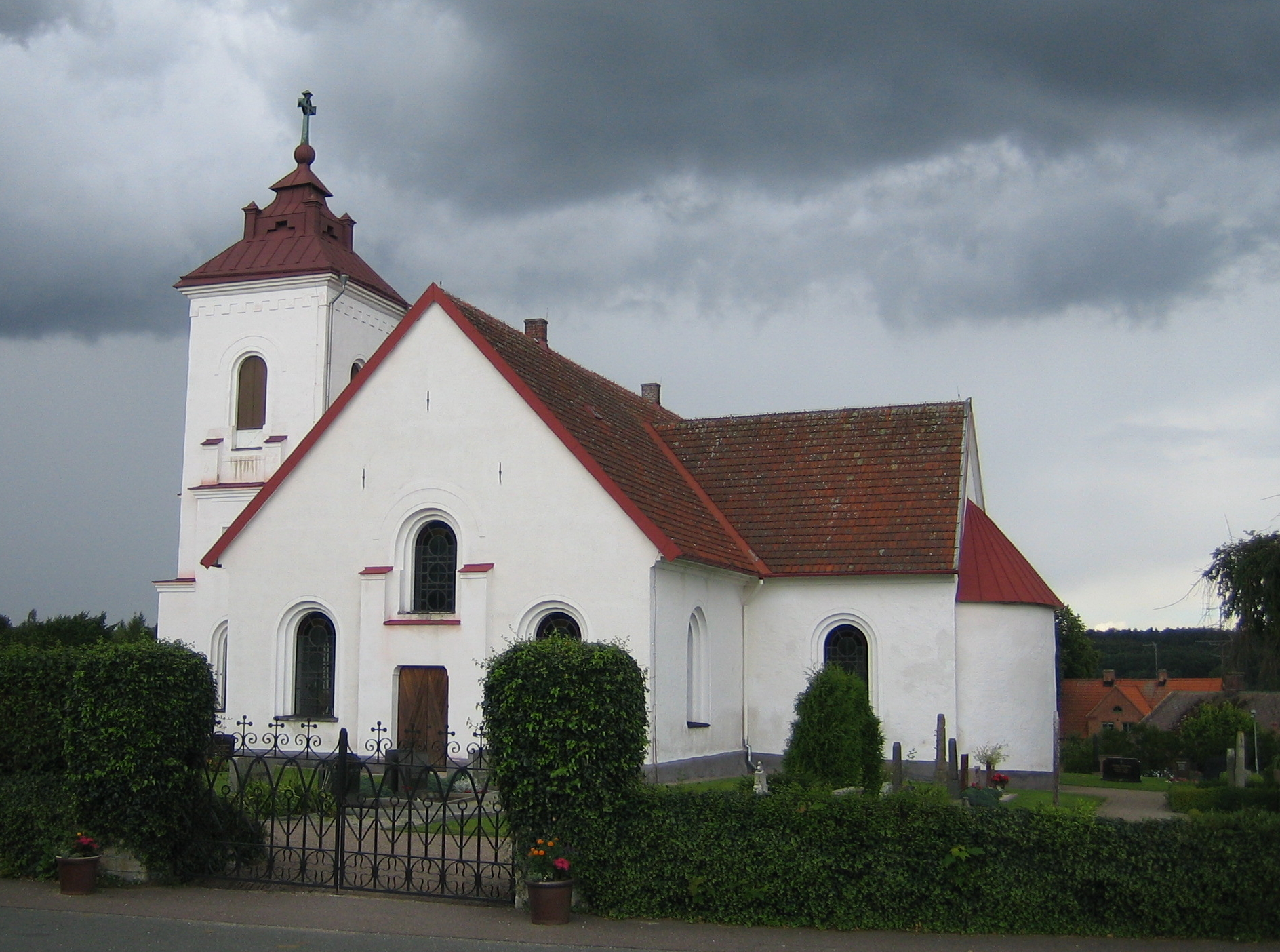
Kirche von Brösarp
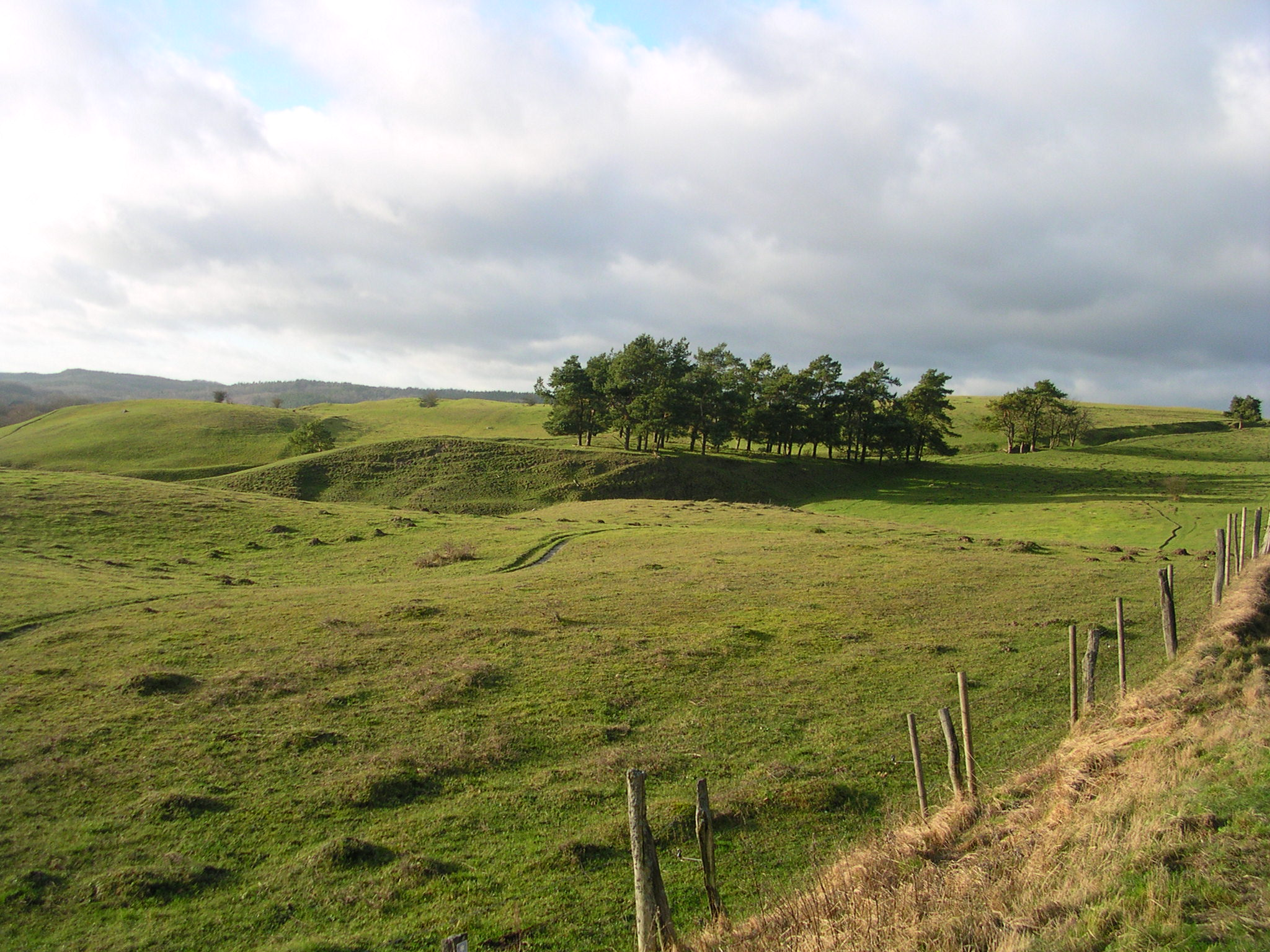
Brösarps backar